# Movila (Ialomiţa)
Pour les articles homonymes, voir Movila.
Movila est une commune du județ de Ialomița en Roumanie.

## Démographie
En 2021, la population était de 1 605 habitants.